# Sporophile à front blanc
Sporophila frontalis
Espèce
Statut de conservation UICN

 VU A2cd+3cd+4cd;C2a(i) : Vulnérable
Le Sporophile à front blanc (Sporophila frontalis) est une espèce de passereaux d'Amérique du Sud appartenant à la famille des Thraupidae.

## Répartition
On le trouve en Argentine, au Brésil et au Paraguay.

Distribution de l'espèce en Amérique du Sud.

## Habitat
Il habite les forêts humides tropicales et subtropicales.
Il est menacé par la perte de son habitat.